# North American AJ
Die North American AJ Savage war ein strategischer Bomber der U.S. Navy, der von 1949 bis Anfang der 1960er-Jahre eingesetzt wurde. Sie war mit zwei Kolbenmotoren und einem Strahltriebwerk ausgerüstet.
Die North American AJ wurde als dreisitziger trägergestützter Bomber geplant. Das Flugzeug hatte zwei Pratt & Whitney-R-2800-48-Sternmotoren mit je 2.535 PS, die konventionell unter den Tragflächen befestigt wurden. Zusätzlich kam ein einzelnes Allison-J33-A-10-Strahltriebwerk im Rumpfheck hinzu. Die Tragflächen wurden in Schulterdeckerbauweise ausgelegt, damit das Fahrwerk relativ kurz gehalten werden konnte, aber die Propeller trotzdem ausreichend Abstand zum Flugdeck hatten. Der Prototyp hatte am 3. Juli 1948 seinen Jungfernflug, und das Modell kam 1949 in den Einsatz. Es wurden je 55 AJ-1- und AJ-2-Bomber sowie 30 AJ-2P-Aufklärer gebaut.
Als die Bomberrolle durch andere Muster übernommen wurde, baute man die verbliebenen Maschinen zu Tankern um. Dazu wurde das Strahltriebwerk entfernt und stattdessen eine Luftbetankungsanlage mit Schlauchtrichter eingebaut. Damit wurde die AJ zum ersten Tankflugzeug der U.S. Navy.
Mit der Umbezeichnung aller Flugzeuge der Streitkräfte der USA im Jahre 1962 änderte sich die Bezeichnung der wenigen verbliebenen Maschinen in A-2 Savage.
Eine Version, die A2J Super Savage mit zwei jeweils 5.172 PS leistenden Allison-T40-Propellerturbinen kam über das Prototypstadium nicht hinaus. Die erste Maschine flog erstmals am 4. Januar 1952, die zweite gar nicht.

## Versionen

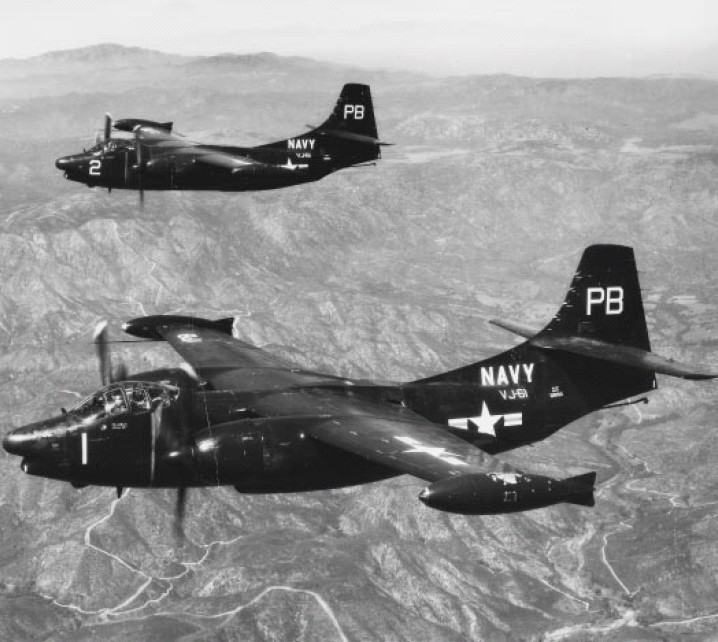
AJ-2P-Aufklärer der Staffel VJ-61 1953

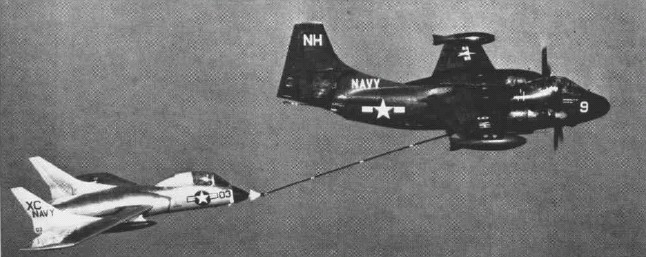
Eine AJ-2 beim Betanken einer Vought F7U

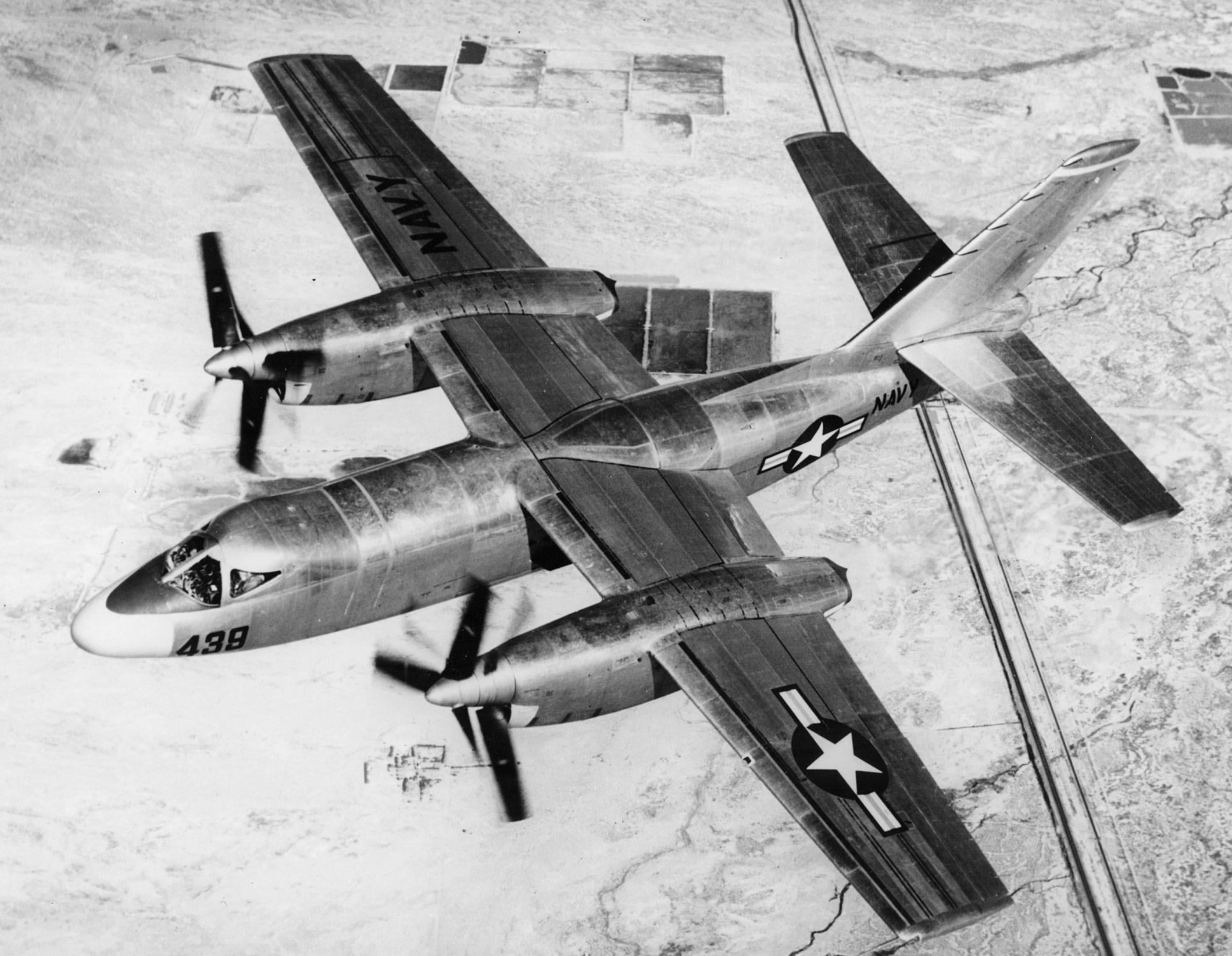
XA2J-Prototyp mit Turboprops

XAJ-1
Prototyp mit zwei je 2300 PS leistenden Pratt & Whitney-R-2800-44-Kolbenmotoren und einem Allison-J33-A-19-Strahltriebwerk, drei gebaut (BuNo 121460–121462).
AJ-1 (A-2A)
Serienversion mit zwei je 2400 PS leistenden R-2800-44W und einem J33-A-10, 55 gebaut (BuNo 122590–122601, 124157–124184, 124850–124864).
AJ-2 (A-2B)
Serienversion mit 2500 PS R-2800-48 und J33-A-10 sowie größerem Seitenleitwerk und verlängertem Rumpf, 55 gebaut (BuNo 130405–130421, 134035–134072).
AJ-2P
Aufklärer mit Kameras im umgestalteten Bug, 30 gebaut (BuNo 128043–128054, 129185–129195, 130422–130425, 134073–134075).
XA2J-1
Prototyp mit Allison-T40-Propellerturbinen, 2 gebaut (BuNo 124439, 124440).

## Produktion
Abnahme der North American AJ durch die US Navy:
| Version | 1949 | 1950 | 1951 | 1952 | 1953 | 1954 | Summe |
| ------- | ---- | ---- | ---- | ---- | ---- | ---- | ----- |
| AJ-1    | 11   | 29   | 14   | 1    |      |      | 55    |
| AJ-2    |      |      |      |      | 46   | 9    | 55    |
| AJ-2F   |      |      |      | 3    |      |      | 3     |
| AJ-2P   |      |      |      | 11   | 3    | 13   | 27    |
| Summe   | 11   | 29   | 14   | 15   | 49   | 22   | 140   |

## Technische Daten
| Kenngröße             | Daten der AJ-2 |
| --------------------- | --- |
| Besatzung             | 3 |
| Länge                 | 19,23 m |
| Spannweite            | 22,91 m einschließlich Zusatztank an den Flügelspitzen                                                                              |
| Startmasse            | 23.978 kg |
| Triebwerk             | zwei 18-Zylinder-Doppelsternmotoren Pratt & Whitney R-2800-48 je 2.535 PS und ein Turbojet Allison J33-A-10 mit 2.087 kp Standschub |
| Höchstgeschwindigkeit | 758 km/h |
| Reichweite            | 3.540 km |
| Bewaffnung            | 4.536 kg Abwurfmunition inkl. Atombomben im internen Bombenschacht                                                                  |